# Cuando me vaya
Cuando me vaya es una película biográfica de 1954, dirigida por el chileno Tito Davison. Protagonizada por Libertad Lamarque, basada en la vida de la compositora mexicana María Grever. Manuel Esperón obtuvo el Premio Ariel en la categoría Mejor Música de 1955. Libertad Lamarque fue nominada al Premio Ariel en la categoría Mejor Actriz  al igual que Prudencia Grifell fue nominada en la categoría Mejor Actriz de Cuadro. 

## Argumento
María (Libertad Lamarque) es una joven llena de ilusiones que se enamora de León Grever (Miguel Torruco), un americano, que su madre rechaza. Una vez consumado su matrimonio con el nacimiento de su hija, María comienza el largo camino lleno de complicaciones que marcarán su fructífera carrera como compositora.

## Reparto
- Libertad Lamarque como María Grever.
- Miguel Torruco como León Grever.
- María Gentil Arcos como Doña Julia Torres.
- Prudencia Grifell como Doña Generosa.
- Héctor Godoy como Carlos Grever.
- Hortensia Santoveña como Mercedes.
- Miguel Ángel Ferriz como Dr. Fuentes
- Albert Carrier como Ralph.
- Juan Arvizu como Cantante.
- Nestor Mesta Chayres como Cantante.

## Reconocimientos
2ª. edición del Festival de San Sebastián
| Certamen        | Resultado |
| --------------- | --------- |
| Sección oficial | Incluida  |